# Centerville (Utah)
Clinton ist eine Stadt im Davis County des US-Bundesstaates Utah. Die Stadt ist Teil der Metropolregion Ogden-Clearfield. Das U.S. Census Bureau hat bei der Volkszählung 2020 eine Einwohnerzahl von 16.884 ermittelt.
Clinton grenzt an den östlichsten Teil des Großen Salzsees.

## Geschichte
Centerville wurde erstmals im Herbst 1847 von Thomas Grover besiedelt. Die Gemeinde war ursprünglich als Deuel Settlement bekannt, wurde aber nach der Ankunft der Familie Cherry in Cherry Creek umbenannt. Nachdem eine Vermessung im Jahr 1850 ergab, dass die Stadt genau zwischen Farmington und Bountiful lag, wurde sie als Centerville bekannt, und dieser Name blieb bestehen. 1869 wurde die Stadt mit der Utah Central Rail Road verbunden.

## Demografie
Nach einer Schätzung von 2019 leben in Centerville 17.587 Menschen. Die Bevölkerung teilt sich auf in 89,2 % nicht-hispanische Weiße, 0,4 % Afroamerikaner, 1,8 % Asiaten, 2,3 % Ozeanier und 1,2 % mit zwei oder mehr Ethnizitäten. Hispanics machten 5,0 % der Bevölkerung aus. Das mittlere Haushaltseinkommen lag 2017 bei 97.957 US-Dollar und die Armutsquote bei 3,0 %.

## Wirtschaft
Eine der am stärksten befahrenen Strecken in Davis County, die Parrish Lane, verläuft durch Centerville. Der Highway wurde 1965 als Verbindung von der I-15 zur SR-106 in Centerville eingerichtet. Sie blieb im Wesentlichen unverändert, bis sie 2008 nach Westen verlängert wurde, um an den neu gebauten Legacy Parkway anzuschließen.
Im Jahr 2017 beherbergt die Autobahn, Abschnitt Parrish Lane, das Geschäftsviertel von Centerville. Zu den größeren Unternehmen gehören Walmart, Target, Home Depot, PetSmart, Kohl’s und mehrere kleinere Einzelhandelsgeschäfte.